# Хари Сайдботъм
Хари Сайдботъм (на английски: Harry Sidebottom) е английски историк, преподавател и писател, автор на произведения в жанра исторически роман.

## Биография и творчество
Хари Сайдботъм е роден в Кеймбридж, Англия. Отраства в Нюмаркет, където баща му е работил като треньор на състезателни коне. След завършване на гимназията следва в университета в Ланкастър, където получава бакалавърска степен по древна история през 1980 г. През 1982 г. получава магистърска степен по история от Университета в Манчестър и по-късно докторска степен от Академията „Корпус Кристи“ на Оксфордския университет.
Преподавател е по класическа и стара история в Мертън Колидж на Оксфордския университет, преподавател в Университета на Уоруик и преподавател в Линкълн Колидж. Водещ е на предаване за древните открития на историческия телевизионен канал „History“. От 2003 г. е редовен рецензент на исторически романи, към литературното приложение на „Таймс“.
Първата му книга „Ancient Warfare“ (Древна война) е публикувана през 2004 г. и получава високи оценки от критиката.
Първият му роман „Fire in the East“ (Пожар на изток) от поредицата „Войник на Рим“ е публикуван през 2008 г. Поредицата представя историята на римския войник Марк Клавдий Балиста през ІІІ в. в Близкия изток, край Черно море, край Балтийско море, в Сицилия, Северна Африка и Италия. Той да преживее и да оцелее в машинациите на Римската империя и кризите от смяната във властта по времето на т.нар. „войнишки императори“.
През 2014 г. е издаден първият му роман „Желязо и ръжда“ от поредицата „Престолът на Цезарите“. Историята е 30 години преди тази на Маркъс Балиста, по времето на царуването на императорите Александър Север и Максимин Трак.
Хари Сайдботъм живее със семейството си в Нюмаркет.

## Произведения

### Самостоятелни романи
- The Lost Ten (2019)

### Серия „Войник на Рим“ (Warrior of Rome)
1. Fire in the East (2008)
2. King of Kings (2009)
3. Lion of the Sun (2010)
4. The Caspian Gates (2011)
5. The Wolves of the North (2012)
6. The Amber Road (2013)
7. The Last Hour (2018)

### Серия „Престолът на Цезарите“ (Throne of the Caesars)
1. Iron & Rust (2014)
Желязо и ръжда, изд.
2. Silence & Lies (2015) – новела
3. Blood & Steel (2015)
4. Shadow & Dust (2016) – новела
5. Fire & Sword (2016)
6. Smoke & Mirrors (2017) – новела

### Документалистика
- Ancient Warfare (2004)
- The Encyclopedia of Ancient Battles (2017) – с Майкъл Уитби